# تالة الغامدي
تالة زهير علي الضيف الغامدي (من مواليد 18 نوفمبر 1999) هي لاعبة كرة قدم سعودية محترفة تلعب كمدافعة لنادي الاتحاد للسيدات في الدوري السعودي الممتاز والمُنتخب السعودي للسيدات.

## مسيرتها الكروية

### نسور جدة: 2018–2022
في عام 2018، انضمت تالة إلى نادي نسور جدة بعمر 19 سنة، حيث أُتيحت لها فرصة اللعب في دوري جدة النسائي. وفازت مع الفريق بالدوري في ديسمبر 2019، حيث برز اسمها في أول دوري رسمي تنظمه السعودية. وجذبت الأنظار مرة أخرى عند اختيارها كأفضل لاعبة في يوليو 2020. فازت بدوري المناطق للسيدات (المنطقة الغربية) مع النسور. وبذلك تأهل الفريق إلى بطولة المملكة السعودية لكرة القدم للسيدات 2022، حيث احتل الفريق المركز الرابع.

### نادي الاتحاد: 2022–
في سبتمبر 2022، استحوذ نادي الاتحاد على نادي نسور جدة بطاقمه الفني ولاعباته، وقرّرت تالة الاستمرار مع الاتحاد. لعبت أول مباراة لها مع النادي في 15 أكتوبر 2022، والتي انتهت بالفوز 3–1 على الأهلي.
وفي فبراير 2023، أعلن نادي الاتحاد تجديد عقد تالة لموسمين إضافيين، إلى غاية عام 2025.

## مسيرتها الدولية
تلقت تالة أول استدعاء لها لتمثيل منتخب السعودية لكرة القدم للسيدات في فبراير 2022. وظهرت لأول مرة مع المنتخب بشكل أساسي، في المباراة الودية أمام سيشيل، والتي انتهت بنتيجة 2–0 لصالح السعودية في 20 فبراير 2022.

## الإحصائيات

### النادي
اعتبارا من 30 ديسمبر 2023
| النادي  | الموسم  | الدوري                         | الدوري    | الدوري  | الكأس     | الكأس   | قاريا     | قاريا   | أخرى      | أخرى    | المجموع   | المجموع |
| النادي  | الموسم  | الدرجة                         | المشاركات | الأهداف | المشاركات | الأهداف | المشاركات | الأهداف | المشاركات | الأهداف | المشاركات | الأهداف |
| ------- | ------- | ------------------------------ | --------- | ------- | --------- | ------- | --------- | ------- | --------- | ------- | --------- | ------- |
| الاتحاد | 2022–23 | الدوري السعودي الممتاز للسيدات | 14        | 0       | –         | –       | —         | —       | —         | —       | 14        | 0       |
| الاتحاد | 2023–24 | الدوري السعودي الممتاز للسيدات | 7         | 0       | 2         | 0       | —         | —       | 3         | 0       | 12        | 0       |
| الاتحاد | المجموع | المجموع                        | 21        | 0       | 2         | 0       | —         | —       | 3         | 0       | 26        | 0       |
| المجموع | المجموع | المجموع                        | 21        | 0       | 2         | 0       | —         | —       | 3         | 0       | 26        | 3       |

### المنتخب
اعتبارا من 8 يناير 2024
| المنتخب الوطني | السنة   | المشاركات | الأهداف |
| -------------- | ------- | --------- | ------- |
| السعودية       | 2022    | 4         | 0       |
| السعودية       | 2023    | 8         | 0       |
| السعودية       | 2024    | 1         | 0       |
| المجموع        | المجموع | 13        | 0       |

## الإنجازات
السعودية
- البطولة الدولية الودية للسيدات: الخُبر 2023

نسور جدة
- دوري المنطقة الغربية (دوري المناطق السعودية لكرة القدم النسائية): 2021